# Collegiata di S. Esuperanzio
Die Collegiata di S. Esuperanzio („Stiftskirche St. Exuperantius“) ist eine Kirche in Cingoli, einem Ort in den italienischen Marken, die spätestens im 12. Jahrhundert entstand.

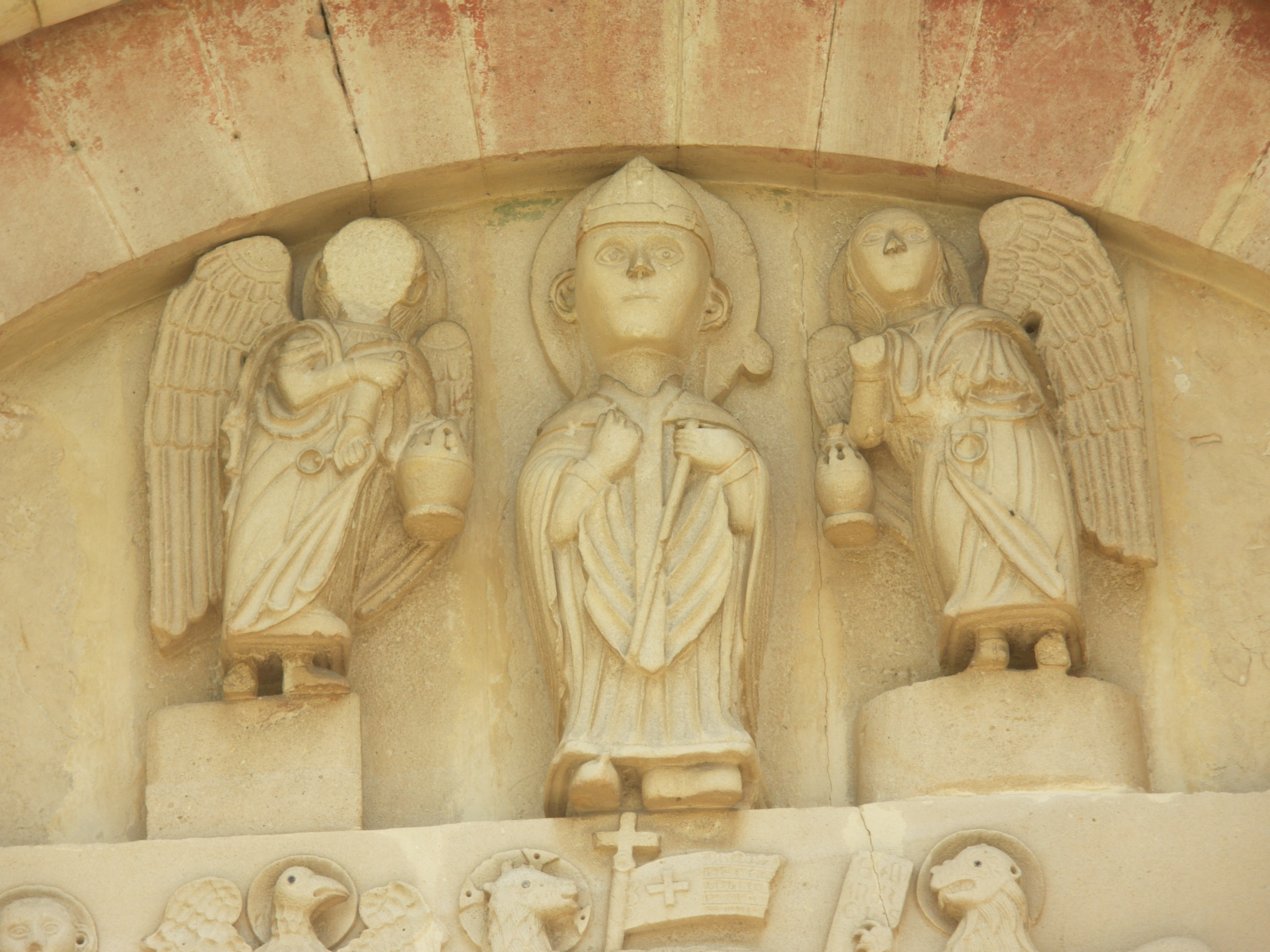
Darstellung des hl. Esuperanzio in einer Lünette der Kirche

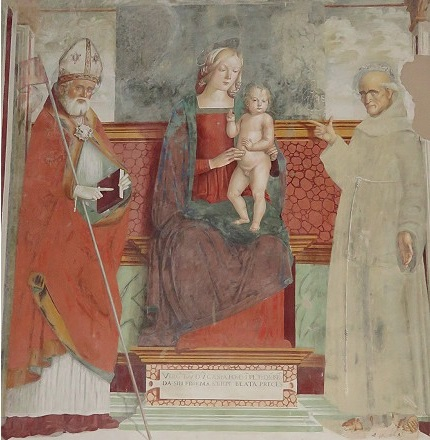
Die Gottesmutter mit den Heiligen Exuperantius, der das Banner der Stadt trägt, und Bernhardin von Siena. Fresko in der Stiftskirche

Zunächst „ohne Zweifel“ außerhalb der Stadtmauern von Cingulum entstand die Kirche unter dem Namen Santo Stefano. Sie sollte die Leichname der verstorbenen Bischöfe aufnehmen.
Erstmals erscheint der Name S. Esuperanzio für die Kirche in einer Bulle Papst Innozenz’ II. vom 24. Mai 1139, die sich im Vatikanischen Geheimarchiv befindet. Sie liegt zugleich in einer Kopie vom 27. April 1278 im Staatsarchiv Gubbio vor. Diese Urkunde bestätigt die Rechte des Klosters Fonte Avellana an der Kirche. Doch zugleich hatte das Kloster Valfucina, nahe dem 1480 m hohen Monte S. Vicino gelegen, Rechte an der Einrichtung. Möglicherweise wurde die Kirche über einem römischen Tempel oder einer spätrömischen Kirche errichtet. In einer Urkunde Papst Lucius’ III. vom 4. April 1184 erweist sich, dass es sich bereits um ein geräumiges Bauwerk handelte, das möglicherweise bereits dem heutigen ähnlich sah.
Keinerlei Quellen des 13. und 14. Jahrhunderts berichten über die Kirche und das neben dieser errichtete Kloster, sodass auch der Einfluss auf die Stadt Cingoli unklar bleibt. Im 15. Jahrhundert wurde die Kirche wiederhergestellt und es entstanden Fresken der umbrisch-markischen Schule. Mit der Bulle Papst Pius’ V. vom 10. Dezember 1569 wurde das Kloster aufgehoben. 1769 wurde die Kirche in eine Stiftskirche mit sechs Kanonikern umgewandelt.
In der Krypta, die um 1770 entstand, befinden sich die Reliquien des hl. Exuperantius, eines Bischofs und Heiligen von Cingoli, die während Bauarbeiten in der Kirche am 24. Januar 1495 entdeckt wurden. Er gilt als Schutzheiliger von Cingoli, dessen Gedenktag seither der Tag der Entdeckung seiner Reliquien ist.
Die Kirche repräsentiert einen romanisch-gotischen Mischstil. 1920 wurde sie restauriert, wobei Fresken des 15. und 16. Jahrhunderts freigelegt wurden, ebenso wie man ein Kruzifix des 13. Jahrhunderts sowie ein Polyptychon entdeckte, das Giovanni Antonio Bellinzoni zugeschrieben wird. Darüber hinaus fand sich eine Geißelung Christi von Sebastiano del Piombo. Die Kirche bewahrt Handschriften ab dem 13. Jahrhundert, darunter Musikhandschriften, die sich im Archivio priorale della Collegiata S. Esuperanzio, Piazza S. Esuperanzio, 51 befinden.